# ベルベル人
ベルベル人（ベルベルじん）は、北アフリカ（マグレブ）の広い地域に古くから住み、アフロ・アジア語族のベルベル諸語を母語とする人々の総称。北アフリカ諸国でアラブ人が多数を占めるようになった現在も一定の人口をもち、文化的な独自性を維持する先住民族である。形質的には、元来はコーカソイドだったと考えられるが、トゥアレグ族など混血により一部ネグロイド化した部族も見られる。宗教はイスラム教を信じる。
ベルベル人という名称はローマ人による蔑称である。ベルベルの呼称は、ギリシャ語で「わけのわからない言葉を話す者」を意味するバルバロイに由来し、ヨーロッパの諸言語で Berber と表記されることによる。
自称はアマーズィーグ（転写: ⴰⵎⴰⵣⵉⵖ）である。アマジグ人、アマジク人という呼称もこれ由来である。イマジゲンと呼ばれることも多い。

## 居住地域
ベルベル人はカビール、シャウィーア、ムザブ人、トゥアレグの4部族をはじめ、リーフ人、シェヌアス、シルハ、ザイエン、Igawawen、グアンチェ、イバード派、シウィ人などの諸部族に分かれる。東はエジプト西部の砂漠地帯から西はモロッコ全域、南はニジェール川方面までサハラ砂漠以北の広い地域にわたって分布しており、その総人口は1000万人から1500万人ほどである。モロッコでは国の人口の半数、アルジェリアで同5分の1、その他、リビア、チュニジア、モーリタニア、ニジェール、マリなどでそれぞれ人口の数%を占める。北アフリカのアラブ部族の中にはベルベル部族がアラブ化したと考えられているものも多い。ヨーロッパのベルベル人移民人口は300万人と言われ、主にフランス、オランダ、ベルギー、ドイツなどに居住している他、北米ではカナダのケベック州にも居住している。

## 歴史

### 先史時代
ベルベル人の先祖はタドラルト・アカクス（1万2000年前）やタッシリ・ナジェールに代表されるカプサ文化（1万年前 - 4000年前）と呼ばれる石器文化を築いた人々と考えられており、チュニジア周辺から北アフリカ全域に広がったとみられている。
ベルベル人の歴史は侵略者との戦いと敗北の連続に彩られている。紀元前10世紀頃、フェニキアから北アフリカの沿岸に至って勢力範囲が広がったフェニキア人 がカルタゴなどの交易都市を建設すると、ヌミディアのヌミディア人やマウレタニアのマウリ人などのベルベル系先住民族は彼らとの隊商交易に従事し、傭兵としても用いられた。また、古代エジプト王朝とは緊密な関係にあり、傭兵となって王国軍の主力になり活躍することもあれば、王権の弱体化によって王位を簒奪することもあったし、ナイルデルタ地域へ略奪に来ることもあった。古代ギリシアではキレナイカ以東のベルベル人のことをリビュア人と称していた。西のマウリやヌミディアのマッサエシュリ部族とマッシュリー部族は部族連合を組んで集権的な国家を整えていくが、東のガラマンテス族達は小部族が合従連衡する状態から抜け出せないまま現代に至り、リビア内戦の遠因となった。

### ローマ帝国
古代カルタゴ（前650年 - 前146年）の末期、前219年の第二次ポエニ戦争でカルタゴが衰えた後、その西のヌミディア（前202年 - 前46年）でも紀元前112年から共和政ローマの侵攻を受けユグルタ戦争となった。長い抵抗の末にローマ帝国に屈服し、その属州となった。ラテン語が公用語として高い権威を持つようになり、ベルベル人の知識人や指導者もラテン語を解するようになった。ローマ帝国がキリスト教化された後には、ベルベル人のキリスト教化が進んだ。

### ヴァンダル王国
ローマ帝国の衰退の後、フン族の侵入に押される形でゲルマニアに出自するヴァンダル人が北ヨーロッパからガリア、ヒスパニアを越えて侵入し、ベルベル人を征服してヴァンダル王国を樹立した。この王国の公用語はゲルマン語とラテン語であり、ベルベル語はやはり下位言語であった。
ローマ帝国時代からヴァンダル王国の時代にかけて、一部のベルベル人は言語的にロマンス化し、民衆ラテン語の方言（マグレブ・ロマンス語）を話すようになった。

### 東ローマ帝国
ヴァンダル王国は6世紀に入ると、ベルベル人の反乱や東ゴート王国との戦争により衰退し、最終的に東ローマ帝国によって征服された。当時の東ローマ帝国はすでにギリシャ化が進んでいたため、ラテン語に代わりギリシャ語が公用語として通用した。ベルベル語はやはり下位言語とされ、書かれることも少なかった。

### イスラーム帝国
7世紀に入ると、東ローマ帝国の国力の衰退を好機として、アラビア半島からアラブ人のイスラム教徒（ウマイヤ朝）が北アフリカのエジプトに侵攻・征服し、その勢いを駆ってベルベル人の住む領域まで攻め込んだ（マグリブ征服）。ベルベル人はこの新たな侵略者と数十年間戦ったが、7世紀末に行われた抵抗（カルタゴの戦い (698年)）を最後に大規模な戦いは終結し、8世紀初頭にウマイヤ朝のワリード1世の治世に、総督ムーサー・ビン＝ヌサイルや将軍ウクバ・イブン・ナフィによってベルベル人攻略の拠点カイラワーンが設置され、アラブの支配下に服した。イスラーム帝国の支配の下、北アフリカにはアラブ人の遊牧民が多く流入し、ベルベル人との混交、ベルベルのイスラム化が急速に進んだ。また言語的にも公用語となったアラビア語への移行が進んだ。ベルベル語は書かれることも少なく、威信のない民衆言語にとどまった。
イスラーム帝国の支配下でも、ベルベル人は優秀な戦士として重用された。711年にアンダルス（イベリア半島）に派遣されてグアダレーテ河畔の戦いで西ゴート王国を滅ぼしたイスラム軍の多くはイスラムに改宗したベルベル人からなっており、その司令官であるターリク・イブン=ズィヤードは解放奴隷出身でムーサーに仕えるマワーリー（被保護者）であった。ベルベル人は征服されたアンダルスにおいて、軍人や下級官吏としてアラブ人とロマンス語話者のイベリア人との間に立った。彼らは数的にはアラブ人より多く、イベリア人より少なかった。
マグリブとアンダルスでのベルベル革命（739年 - 743年）、750年のアッバース革命の後、756年のムサラの戦いで後ウマイヤ朝（756年 - 1031年）が成立。
イブラーヒーム・イブン・アル・アグラブがイフリーキヤで自立しアグラブ朝（800年 - 909年）を興した。ウバイドゥッラーがアグラブ朝を倒し、ファーティマ朝（909年 - 1171年）を興すと、ベルベル人はその支配下でズィール朝（983年 - 1148年）を興した。ズィール朝にアルジェが建設された。

### タイファ期
11世紀、12世紀のタイファ期には、イスラム化して以降熱心なムスリム（イスラム教徒）になっていたベルベル人は、モロッコでイスラムの改革思想を奉じる宗教的情熱に支えられたベルベル人の運動から発展した国家、ムラービト朝（1040年 - 1147年）、ムワッヒド朝（1130年 - 1269年）を相次いで興した。ベルベル人が他民族を支配した数少ない王朝であったムラービト朝やムワッヒド朝でも、王朝の公用語はムスリムである以上アラビア語であり、ベルベル語ではなかった。
ベルベル人もイベリア半島に侵入し、アンダルスに入った。ベルベル人が樹立した征服王朝のナスル朝グラナダ王国（1232年 - 1492年）の時代、支配下の人民の多くがロマンス語やベルベル語の影響を受けたアル・アンダルス＝アラビア語を用いていたとされる。ベルベル人は当初、支配者はより一層アラブ化してアラビア語を話すようになり、下位の者は民衆に同化してロマンス語を話すようになった。しかし年月がたち、改宗によってムスリム支配下の南部イベリアにおけるムスリムの全人口に占める割合が増加するにつれ、アラビア語の圧力はさらに高まり、ベルベル語話者やロマンス語話者の多くが民衆アラビア語に同化していった。時とともにベルベル人・アラブ人・イベリア人の三者は遺伝的・文化的に入り混じっていき、現在のスペイン語にはアラビア語とともにベルベル語の影響が見られる。またベルベル人の遺伝子もスペイン人やポルトガル人の遺伝子プールに影響を与えた。
ムワッヒド朝はアンダルスでのキリスト教徒との戦いに敗れて衰退、滅亡し、代わってモロッコ地域にはマリーン朝、チュニジア地域にはハフス朝というベルベル人王朝が興隆した。マリーン朝はキリスト教徒の侵入に抵抗するグラナダ王国などのイスラーム勢力を支援し、イベリアのキリスト教勢力と激しい戦いを行ったが、アルジェリア地域のベルベル人王朝であるザイヤーン朝との戦いにより国力を一時失い、それに乗じたカスティーリャ王国により1340年にはチュニスが占領された。しかしスルタンであるアブー・アルハサン・アリーにより王朝は一時的に持ち直し、1347年にはチュニスを奪回した。しかしマリーン朝の復興は長く続かず、アブー・アルハサンの次のスルタンであるアブー・イナーン・ファーリスの死後は再び有力者同士の内紛で衰亡し、ポルトガル王国により地中海や大西洋沿岸の諸都市を占領された。マリーン朝は最終的に15世紀の半ばに崩壊し、以後モロッコ地域は神秘主義教団の長や地方の部族が割拠する状態になった。

### モリスコ追放
1492年にナスル朝が滅亡すると、イベリアに居住していたベルベル系のムスリムは、アラブ系やイベリア系のムスリムとともにモリスコとされた。モリスコは当初一定程度の人権を保障されていたが、やがてキリスト教への強制改宗によりイベリア人のキリスト教社会に同化させられ、それを拒む者はマグレブへと追放された（モリスコ追放）。現在でもマグレブではこの時代にスペインから追放された人々の子孫が存在している。

### オスマン帝国
16世紀には、東からオスマン帝国が進出した。1533年にはアルジェの海賊、バルバロッサがオスマン帝国の宗主権を受け入れた。1550年にオスマン帝国はザイヤーン朝を滅ぼした。オスマン帝国の治下ではトルコ人による支配体制が築かれ、前近代を通じて、バルバリア海岸におけるベルベル人のアラブ化は徐々に進んでいった。今日アラブ人として知られる部族の多くは、実際はこの時代にアラビア語を受け入れたベルベル人部族の子孫である。アルジェのデイは、沿岸のキリスト教国の船をバルバリア海岸のバルバリア海賊を率いて襲撃し、キリスト教徒を奴隷にしていた。
19世紀になると、キリスト教徒の奴隷を解放する為に、第一次バーバリ戦争（1801年 - 1805年）と第二次バーバリ戦争（1815年）、1817年8月27日、アルジェ砲撃等が行なわれた。

### フランス植民地
19世紀以降、マグレブ地域はフランスによる侵略と植民地支配を受けた。フランス語がアラビア語に代わる公用語となり、アラブ人の一部にはアラビア語を捨ててフランス語に乗り換えるものもいたが、ベルベル人の一部も同様であった。彼らはフランスの植民地支配に協力的な知識人層を形成し、フランス支配の中間層として働いた。しかし一方で植民地支配に対する抵抗も継続し、このときベルベル人はアラブ人とともに植民地支配者のフランス人に対抗して、ムスリムとしての一体性を高めた。しかし、独立後のマグリブ諸国では、近代国民国家を建設しようとする動きの中で、ベルベル文化への圧迫とアラブ化政策がかつてない規模で進められ、人口比の関係からもアラビア語を話す者が増えたため、20世紀後半にはベルベル語と固有文化を守っていこうとする運動が起こった。

## 遺伝子

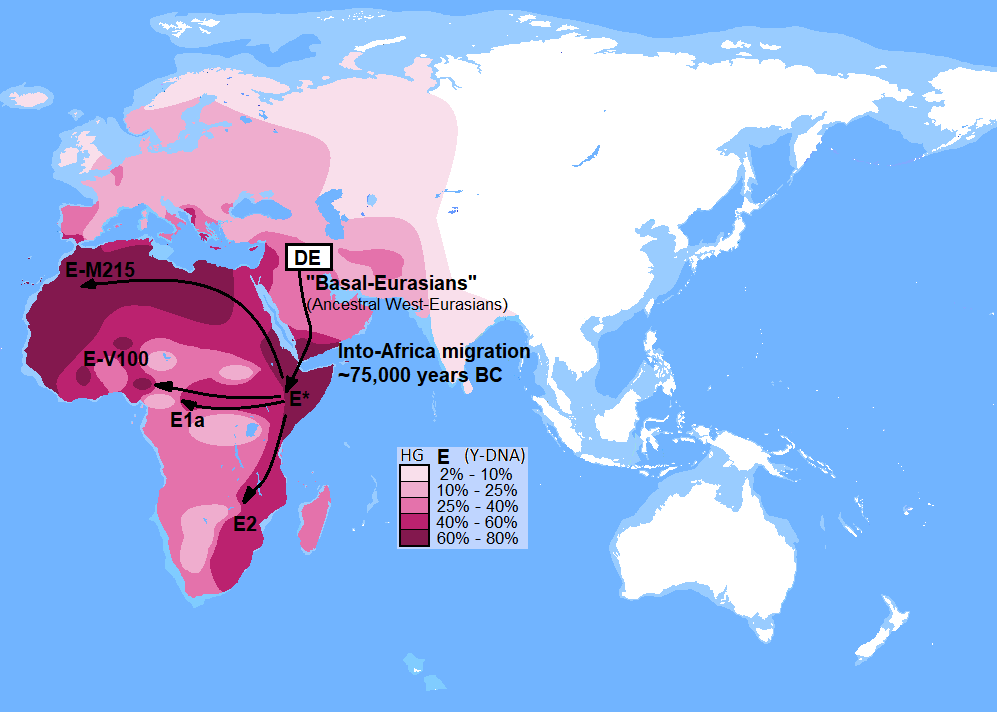
ハプログループEの分布

Y染色体はハプログループE1b1b系統が75-93%みられる。

## 著名なベルベル人
- マシニッサ - ヌミディア王。
- ユグルタ - ヌミディア王。
- アプレイウス - 古代ローマの作家。完存する唯一のラテン文学小説『変容（または黄金のロバ）（ラテン語版、英語版）』の著者。
- アウグスティヌス - キリスト教の教父。
- モニカ - アウグスティヌスの母。
- アレイオス - アリウス派の祖。
- ターリク・イブン・ズィヤード - 西ゴート王国、アンダルスの征服者。ジブラルタルの語源である「ジャバル・ターリク（ターリクの山）」の由来となった人物。
- ユースフ・イブン=タシュフィーン（英語版） - ムラービト朝の建設者。
- イブン=トゥーマルト - ムワッヒド朝の建設者。
- イブン=バットゥータ - 14世紀の旅行家、『大旅行記』の著者。
- ムーラーイ・アフマド・アル＝ライスーニー（英語版） -　リーフ族（英語版）の部族長。映画『風とライオン』のライズリのモデル。
- アブド・エル・クリム - 植民地時代モロッコの反スペイン、反フランス闘争第三次リーフ戦争の指導者。
- カテブ・ヤシーン - アルジェリアの文学者。
- ジネディーヌ・ジダン - 元サッカーフランス代表、サッカー指導者。
- ロリーン - スウェーデンの音楽家。
- カリム・ベンゼマ - サッカーフランス代表￼￼、￼￼アル・イテハド￼￼所属。